# Disney Channel (Italie)
Disney Channel était une chaîne de télévision italienne. Elle était la déclinaison italienne de Disney Channel.

## Histoire
Disney Channel a été lancé en Italie le 3 octobre 1998 sur Tele+ Digitale avec la diffusion du film Le Roi lion.
Le matin, Disney Channel diffusait le bloc de programmation Playhouse Disney. Dans l'après-midi, il était diffusé l'émission Live Zone, reprenant le concept de Zapping Zone de Disney Channel France. Le soir, il était généralement diffusé un film.
Le 31 mai 2003, la chaîne a adopté le nouveau logo international, et en septembre de la même année, le bloc Live Zone disparaît, remplacé par divers nouvelles émissions (Top Of The Kids, Skatenati, Quasi Gol, Scooter e L'ora della Magia...).
Le 24 décembre 2004 fut lancé Disney Channel +1 (version de décalage d'une heure) et Toon Disney (diffusant des séries animées Disney 24h/24).
En 2005, Disney Channel arrêta les émissions, mais lança la production de trois séries originales italiennes : Quelli dell'intervallo, Fiore e Tinelli et Hip Hop Hurrà. La chaîne Playhouse Disney fut lancé le 1er mai 2005.
Le 8 décembre 2008, Disney Channel a rejoint Mediaset Premium.
La chaîne Disney in English fut lancé le 20 décembre 2008. Elle diffusait des séries Disney en anglais, avec la possibilité de mettre des sous-titres italien ou anglais. Cette chaîne est devenue obsolète avec l'ajout d'un audio secondaire pour la VO sur les autres chaînes, mais Sky a continué de la proposer jusqu'en 2019.
Le 1er octobre 2011, Toon Disney s'est arrêté et a été remplacé par Disney Channel +2.
Disney Channel HD fut lancé le 1er février 2012 seulement sur Sky.
Le 1er octobre 2016, Disney Channel, Disney Channel +1 et Disney Junior cessent leur diffusion sur Mediaset Premium pour devenir exclusives à Sky.
Disney Channel +2 et Disney XD +2 ont été supprimés le 9 avril 2018.
À la suite du lancement de Disney+ en Italie, Disney Channel et Disney Junior ont cessé leur diffusion le 1er mai 2020,.

### Autres chaînes Disney en Italie
En Italie, The Walt Disney Company Italia a géré 4 chaînes :
- Disney Channel : était disponible en haute définition et avec une ou deux heures de décalage ;
- Disney Junior : pour les plus jeunes et avec une heure de décalage ;
- Disney XD : disponible avec une ou deux heures de décalage ;
- Disney in English : diffusion de programmes en anglais

Disney Cinemagic était un bloc de programmation sur Sky Cinema Family en Italie du 3 décembre 2011 jusqu'au 30 juin 2019.
Toon Disney s'est arrêtée le 1er octobre 2011 et remplacée par Disney Channel +2 et Disney XD +2.

## Identité visuelle

### Logos

Logo de Disney Channel du 15 mars 2003 au 1er octobre 2011
Logo de Disney Channel depuis le 1er octobre 2011[3] au 7 juin 2014
Logo du 15 mai 2017 au 1er mai 2020.
Logo de Disney Channel HD du 1er février 2012 au 7 juin 2014
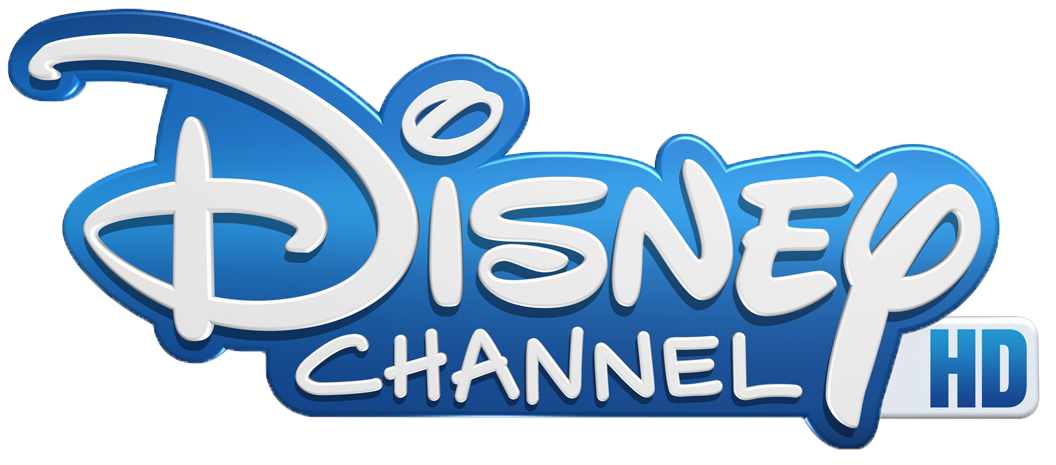
Logo de Disney Channel HD du 7 juin 2014 au 15 mai 2017

## Diffusion
- Numérique Terrestre : Mediaset Premium
- Diffusion ADSL :
- Diffusion satellite : Sky Italia : canal 613 / 614 (+1)
- Diffusion Web : Sky Go sur tablette, ordinateur et smartphone

La chaîne n'est plus diffusée sur Mediaset Premium depuis le 1er octobre 2016.
La chaîne s'est définitivement arrêté le 1er mai 2020.